# Altes Rathaus Ballenstedt

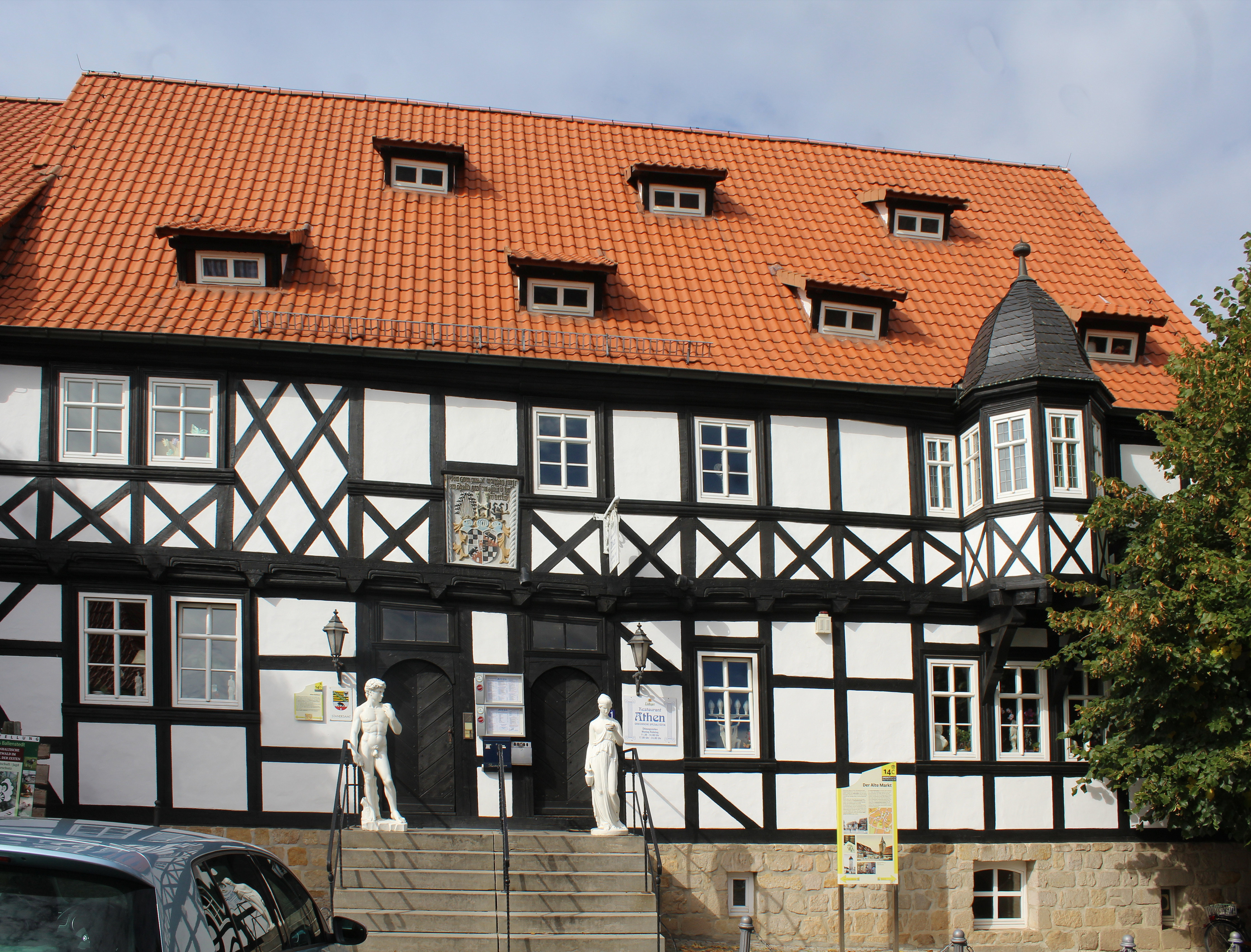
Altes Rathaus Ballenstedt

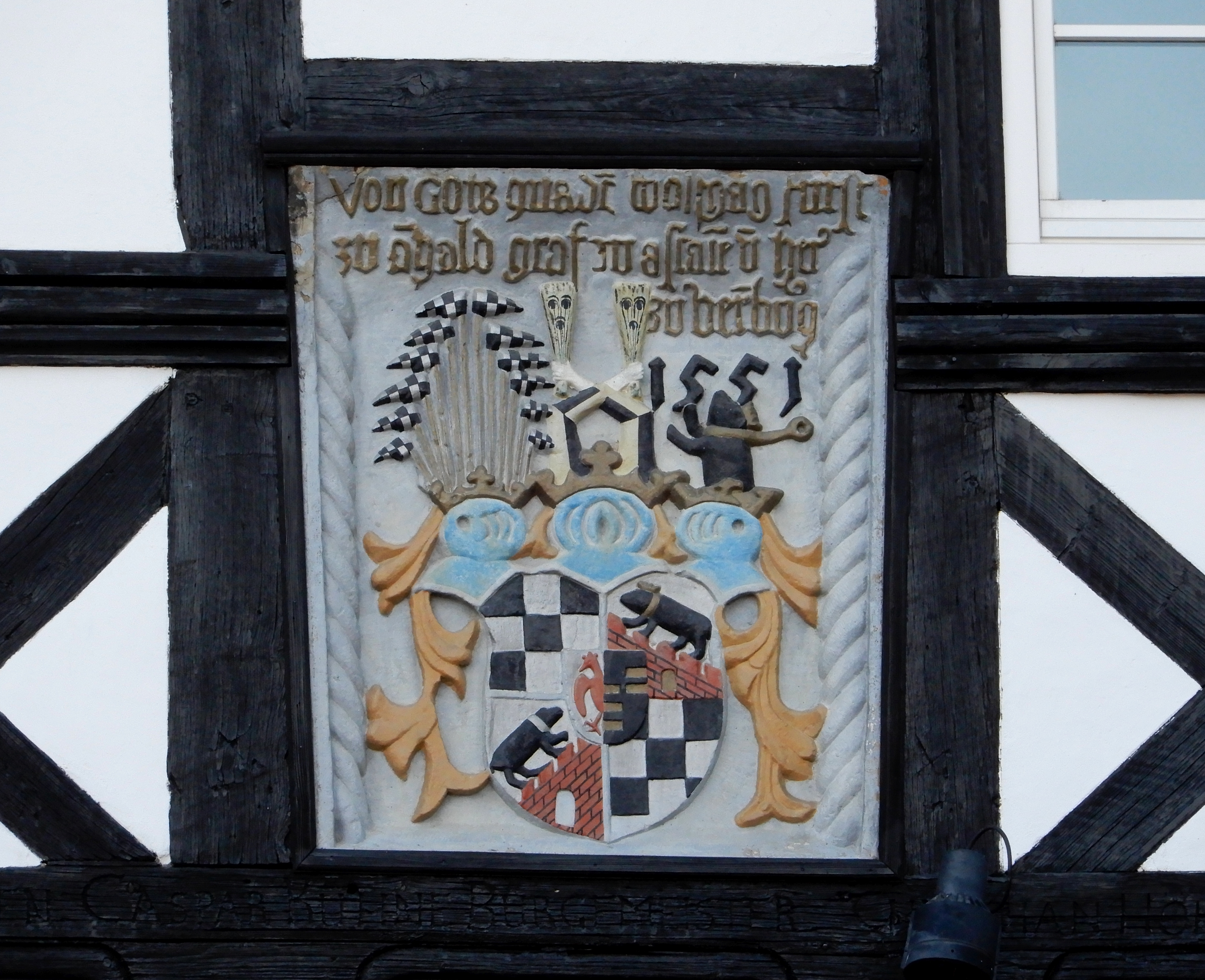
Anhaltisches Wappen von 1551

Das alte Rathaus ist ein ehemaliger Verwaltungssitz in Ballenstedt im Landkreis Harz in Sachsen-Anhalt.

## Lage
Das alte Rathaus befindet sich an der Westseite des Alten Marktes von Ballenstedt, südwestlich vom Marktturm der Unterstadt und östlich vom Oberhof.

## Geschichte
Ballenstedt gilt als die Wiege Anhalts, da hier die frühen Askanier, darunter Albrecht der Bär, residierten und sich auch Grafen von Ballenstedt nannten. Der Ort im Schatten von Schloss Ballenstedt blieb wohl lange Dorf und entwickelte sich erst relativ spät zur Stadt. Im Jahr 1582 lässt sich diese Bezeichnung erstmals nachweisen, das Stadtrecht soll aber aus der Zeit um 1544 stammen. In Verbindung gebracht wird dies mit Wolfgang von Anhalt-Köthen, der in diesem Jahr Anhalt-Bernburg erhielt, zu dem Ballenstedt gehörte. Zudem hatte er hier bereits zuvor Einfluss erhalten, als das Kloster nach dem Bauernkrieg an ihn übergeben wurde. Der heutige Rathausbau wurde im Jahr 1683 errichtet, das Wappen in der Fassade trägt zwar die Jahreszahl 1551, stammt aber ursprünglich vom Obertor. Als Baumeister hat sich Stephan Moller mit einer Inschrift verewigt. Zudem nennt diese den Bürgermeister Casper Kühne und den Kämmerer Christian Höhne.

## Baugestalt
Der Fachwerkbau auf dem Steingeschoss besitzt eine vielgestaltige Fassade, in der die Fenster teils aus der Achse gerückt zu finden sind. Den rechten Teil prägt ein Polygonerker mit Schweifhaube, zentral befindet sich ein Doppelportal mit dem anhaltischen Wappen darüber, im linken Teil wurden gehäuft Andreaskreuze und verwendet. Zudem kragt das Obergeschoss über und auf dem Dach finden sich Schleppgauben. In einigen Feldern der Fassade wurde auch ein Bauerntanz verwendet. Das Portal flankieren Laternen und zu ihm führt eine Freitreppe hinauf.

## Nutzung
Heute befindet sich in dem Gebäude ein griechisches Restaurant, von dem auch die Skulpturen vor dem Portal stammen. Zudem ist das Standesamt hier untergebracht gewesen (heute im Neuen Rathaus), nutzt die Räumlichkeiten aber noch weiterhin. Das ehemalige Rathaus steht als Baudenkmal unter Denkmalschutz und ist im Denkmalverzeichnis mit der Nummer 094 50187 erfasst. Im 1992 fertiggestellten Anbau befindet sich die „Fürstin-Pauline-Bibliothek“. Die Stadtbibliothek hatte zunächst im Neuen Rathaus bestanden und richtete im Jahr 1955 im Alten Rathaus die Kinderbibliothek ein. Den Namen von Pauline (Lippe) bekam sie im Jahr 2003 verliehen. Zudem beherbergt der Anbau das Stadtarchiv.